# Colorado State Highway 30
Der Colorado State Highway 30 (kurz CO 30) ist ein in Ost-West-Richtung verlaufender State Highway im US-Bundesstaat Colorado.

## Verlauf
Die State Route beginnt an der Interstate 25 sowie den U.S. Highways 87 und 285 in Denver und endet nach 33 Kilometern an der Quincy Avenue.
Nach der Abzweigung von der Interstate 25 verläuft der CO 30 in östlicher Richtung auf der Hampden Avenue und ab dem Havana and Cornell Park führt er in Richtung Norden auf der Havana Street. An der Grenze zum Arapahoe County kreuzt die Straße den State Highway 83. Ab der 6th Avenue verläuft der CO 30 erneut in östlicher Richtung und passiert im Zentrum von Aurora die Interstate 225. Nach dem Environmental Park passiert er im Süden die Buckley Air Force Base und führt als Gun Club Road in südlicher Richtung, bis er nach 33 Kilometern schließlich an der Quincy Avenue endet.

## Geschichte
Der Colorado State Highway 30 wurde 1955 zum State Highway erklärt und verlief zunächst auf der 6th Avenue und der Havana Street. Im Jahr 1960 wurde sie über die Gun Club Road bis zur Smokey Hill Road erweitert. Nach sechs Jahren wurde ihr östliches Ende zur Quincy Avenue zurückverlegt. Die ehemals zum U.S. Highway 285 gehörende Hampden Avenue wurde 1979 vom CO 30 übernommen.